# Sewhil Mussajewa

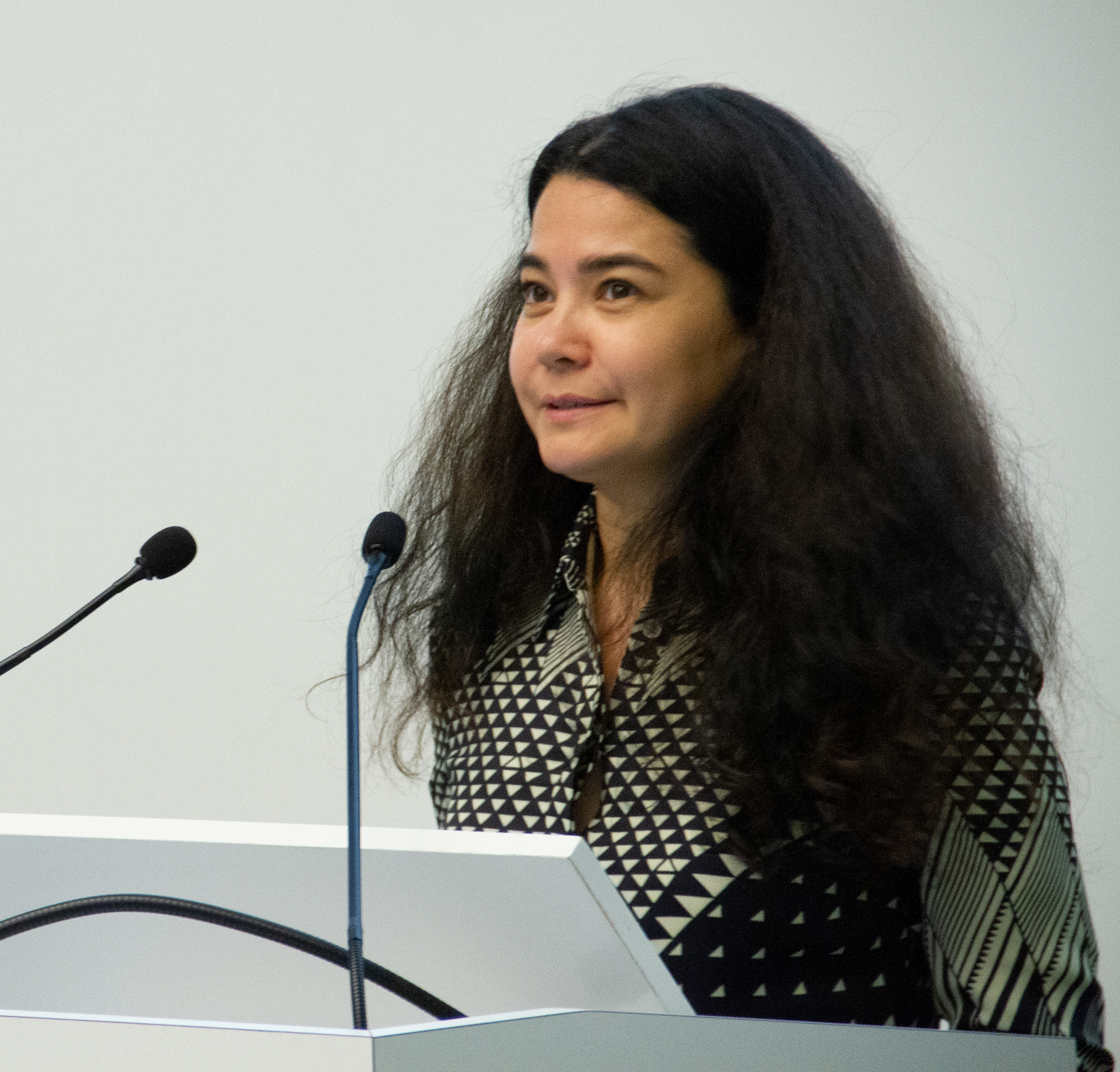
Sewhil Mussajewa, 2022

Sewhil Chajretdyniwna Mussajewa (ukrainisch Севгіль Хайретдинівна Мусаєва, krimtatarisch Sevgil Hayretdın Qızı Musaieva; * 18. Juni 1987 in Juma, Usbekische SSR, Sowjetunion) ist eine ukrainische Wirtschaftsjournalistin, Chefredakteurin der Online-Zeitung Ukrajinska Prawda (seit 2014) und Mitbegründerin des Webportals CrimeaSOS.

## Leben
Sewhil Mussajewa wurde 1987 in Usbekistan geboren, wohin ihre Vorfahren im Jahr 1944 deportiert wurden. Als die Krimtataren 1989 auf die Krim zurückkehren durften, zog ihre Familie nach Kertsch. Mussajewa schrieb ihre ersten Artikel bereits während ihrer Schulzeit. Es folgten eine lokale Journalistenschule und ein Studium am Nationalen Institut für Journalismus der Nationalen Taras-Schewtschenko-Universität Kiew.
Mussajewa begann ihre Karriere als Journalistin im Jahr 2007 und führte eigenen investigativen Journalismus über die Geschäfte von ukrainischen Oligarchen und Korruption in der Öl- und Gasindustrie. Sie unterstützte aktiv den Euromaidan. Nach der Krim-Annexion gründete sie zusammen mit Tamila Taschewa, Alim Alijew und Iryna Dassenko die Organisation CrimeaSOS, deren Aktivitäten darauf abzielen, die Unrechtmäßigkeit der Besetzung der Krim und die repressive Politik der Russischen Föderation aufzuzeigen und die Rechte und Interessen der Binnenvertriebenen zu schützen.
Gemeinsam mit Alim Alijew hat sie ein Buch mit Interviews mit Mustafa Dschemilijew verfasst.